# Crenicichla notophthalmus
Crenicichla notophthalmus är en fiskart som beskrevs av Regan, 1913. Crenicichla notophthalmus ingår i släktet Crenicichla och familjen Cichlidae. Inga underarter finns listade i Catalogue of Life.